# Paul Jaeckel
Paul Jaeckel (sinh ngày 22 tháng 7 năm 1998) là một cầu thủ bóng đá chuyên nghiệp người Đức thi đấu ở vị trí trung vệ cho câu lạc bộ Union Berlin tại Bundesliga.